# 訃報 1978年2月
訃報 1978年2月（ふほう 1978ねん2がつ）では、1978年（昭和53年）2月中に物故した、又は物故が報じられた人物についてまとめる。

## （1日 - 14日）

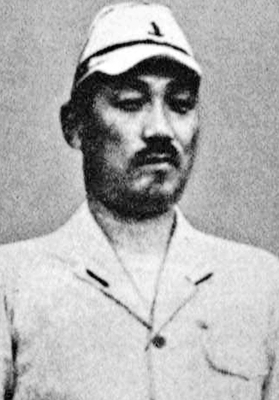
古村啓蔵／2月7日没

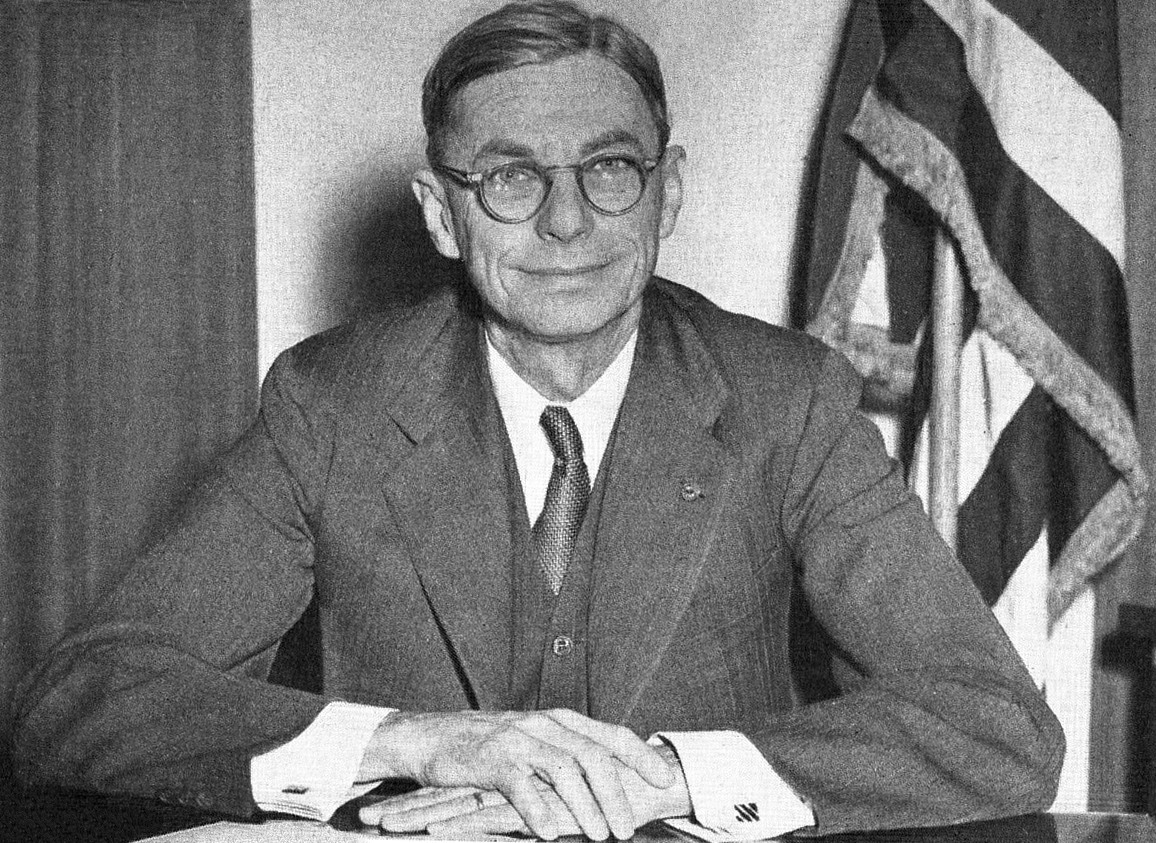
ジェイムス・コナント／2月11日没

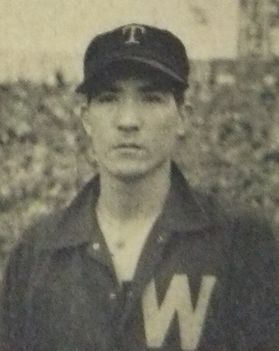
江田孝／2月11日没

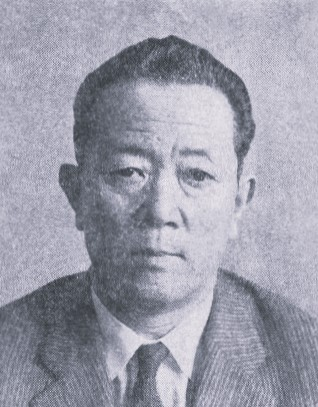
中村寅太／2月14日没

- 2月3日 - 岩原信九郎、心理学者（* 1923年）
- 2月5日 - 小田嶋十黄、男性俳人・俳画家・洋画家（* 1887年）
- 2月5日 - 林義秀、陸軍軍人（* 1891年）
- 2月6日 - 小絲源太郎、洋画家（* 1887年）
- 2月7日 - 古村啓蔵、海軍軍人（* 1896年）
- 2月10日 - 荻原豊次、篤農家（* 1894年）
- 2月11日 - ジェイムス・コナント、ハーバード大学学長（* 1893年）
- 2月11日 - 江田孝、プロ野球選手・コーチ（* 1923年）
- 2月14日 - 中村寅太、政治家（* 1902年）

## （15日 - 28日）

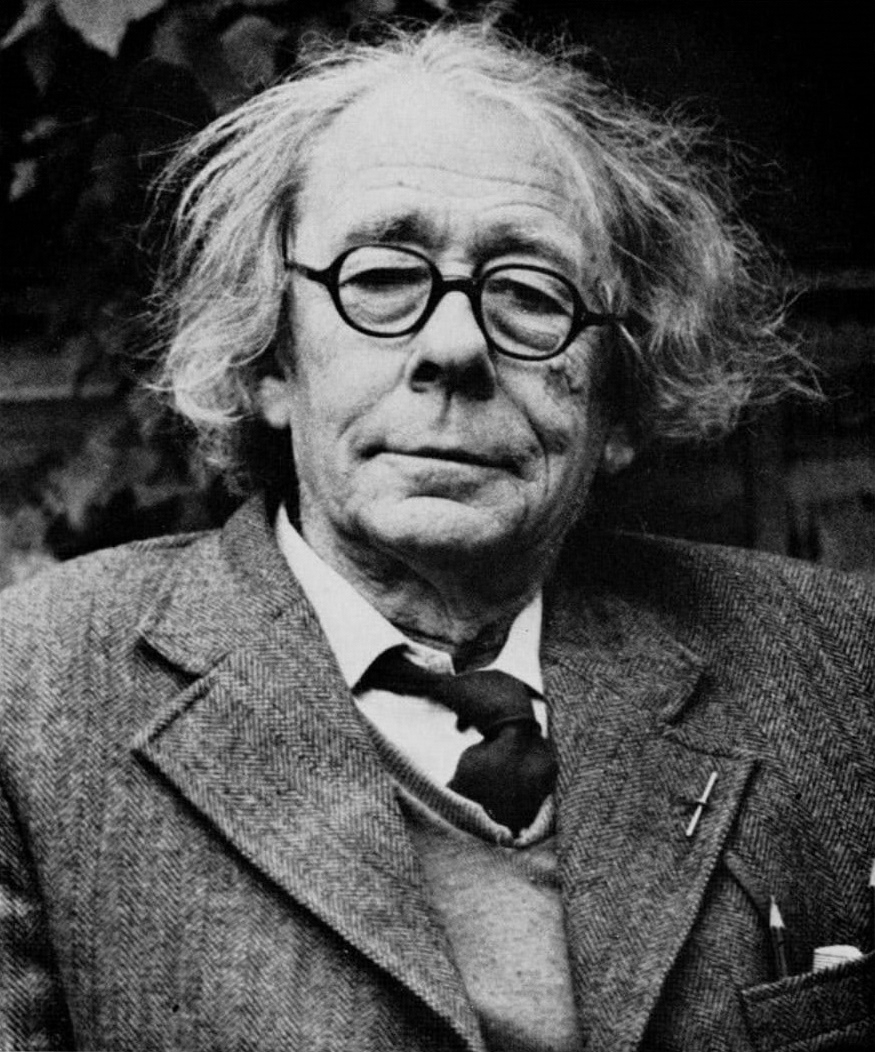
ガブリエル・ターヴィル＝ピーター／2月17日没

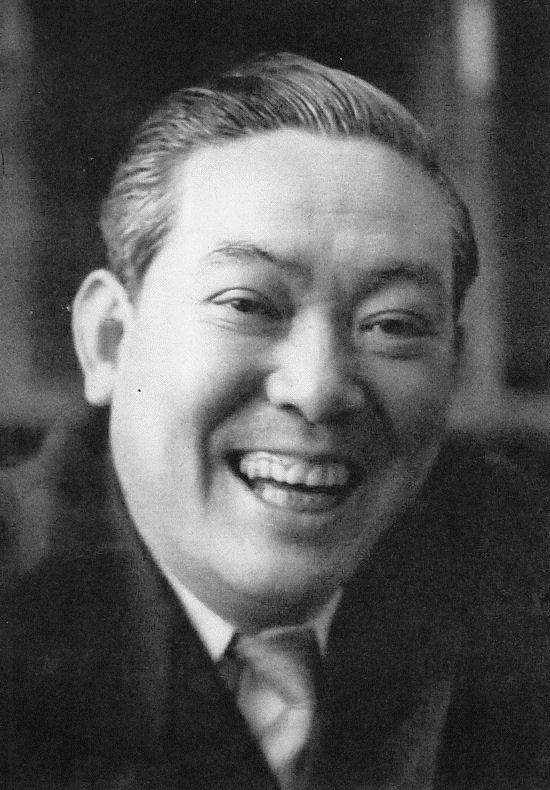
川崎秀二／2月22日没

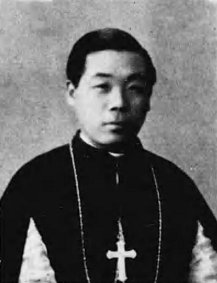
田口芳五郎／2月23日没

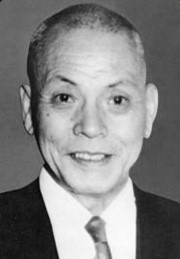
高見三郎／2月28日没

- 2月16日 - 岡本潤、詩人・脚本家（* 1901年）
- 2月17日 - ガブリエル・ターヴィル＝ピーター、文学・歴史研究者（* 1908年）
- 2月18日 - 鹿野彦吉、政治家・実業家（* 1904年）
- 2月18日 - 峯村光郎、法学者・慶応義塾大学名誉教授（* 1906年）
- 2月19日 - 植木徹誠、浄土真宗の僧侶（* 1895年）
- 2月20日 - 島田賢一、実業家・チッソ代表取締役社長（* 1910年）
- 2月22日 - 川崎秀二、政治家（* 1911年）
- 2月23日 - 田口芳五郎、カトリック教会の枢機卿・元カトリック大阪大司教（* 1902年）
- 2月25日 - 水島早苗、ジャズ歌手（* 1909年）
- 2月26日 - 佐藤貫一、刀剣学者（* 1907年）
- 2月28日 - 木村栄寿、剣道家・居合道家・杖道家（* 1895年）
- 2月28日 - 高見三郎、政治家・官僚（* 1904年）